# Lechea
Lechea és un gènere de plantes dicotiledònies amb més de 100 espècies dins la família cistàcia. Aquest gènere és originari d'Amèrica del Nord. El nom del gènere se'l va donar Pehr Kalm l'any 1751 en honor del botànic suec J. Leche. Lechea minor és l'espècie tipus.

## Taxonomia
Segons NCB 2011 :
- Lechea tripetala

Segons ITIS 2011:
- Lechea cernua Small
- Lechea deckertii Small
- Lechea divaricata Shuttlw. ex Britt.
- Lechea intermedia Leggett ex Britt.
- Lechea lakelae Wilbur
- Lechea maritima Leggett ex B.S.P. -
- Lechea memsalis Hodgon
- Lechea mensalis Hodgdon
- Lechea minor L.
- Lechea mucronata Raf.
- Lechea pulchella Raf.
- Lechea racemulosa Michx.
- Lechea san-sabeana (Buckl.) Hodgdon
- Lechea sessiliflora Raf.
- Lechea stricta Leggett ex Britt.
- Lechea tenuifolia Michx.
- Lechea torreyi Leggett ex Britt.
- Lechea tripetala (Moc. & Sesse ex DC.) Britt.